# 陳拱北 (1906年)
陳拱北（1906年—1962年6月27日），福建建陽人，本名之枢（一说字之樞），號公白、君俠，中华民国政治人物，早年为中国共产党在福建省的主要干部，1934年被捕后转投于中国国民党并历任要职，晚年担任国大代表等职。

## 生平

### 早年及中国共产党经历
陈拱北本名陈之枢，少年時在鄉裡讀私塾。民國16年（1927年），陈之枢考入福州省立高級中學（今福建省福州第一中学），他善于辭令，具有隨機應變的才能，1928年因参加学生运动而加入中国共产党，1930年初担任共青团福州中心市委书记，受到共青团福建省委书记叶飞的赏识，随后陈之枢被叶飞带到厦门工作。5月，中国共产党发动厦门大劫狱，在思明监狱救出被国民党逮捕的大批共产党员，在厦门工作的叶飞、陈之枢和陈举等人于7月在国民政府的大规模搜捕中遭逮捕，但在厦门被关押期间没有暴露共产党员身份，翌年陈举病死狱中，叶飞、陈之枢出狱。1931年12月，陈之枢回到团中心市委工作，任组织部部长。
1932年1月，陶铸接任中共福州中心市委书记，陈之枢改任福州中心市委组织部部长。翌年4月，陶铸赴上海向中共中央汇报工作途中被国民政府逮捕，押解至苏州，陈之枢遂在党内称陶铸叛变，使得中共中央于5月任命陈之枢为福州临时市委书记。闽变爆发后，陈之枢贯彻王明的政策，在市委机关报《工农报》上攻击福建人民政府，并发动市民和党员抵制新政府、拒绝统一战线。闽变期间，罗明赴福州主持召开扩大会议，决定筹建中共福建省委并自任书记，陈之枢当即召开会议批判罗明，并在党内掀起反罗明路线浪潮。1934年1月，中共中央派李平召开厦门、福州中心市委会议，成立中共福建临时省委，陈之枢任书记。3月，收复福建的国军在福州逮捕中共宁德县委书记叶觉登并将其劝降，叶供出共产党的会议地点，国军立即展开抓捕，将陈之枢等福建省委主要领导人一网打尽。在国民党恩威并施之下，陈之枢在报纸上宣布自新，转投国民党。

### 转投中国国民党后
陈之枢自中国共产党叛变后，改名陈拱北，出任國民政府安溪縣縣長，1941年调任連江縣長，上任不久，日军攻克连江县城，陈拱北率县政府撤往蓼沿。曾与陈拱北一同入党、其时在中共连江中心县委打游击的梁仁钦与陈拱北交涉，从陈拱北处得到武器装备以抗日。其后，陈拱北又建立起“铲共”训练班，给共产党游击队施压，梁仁钦到陈拱北处谈判，却遭其逮捕。共产党试图营救，但陈拱北已派人将其在转移途中处决。是年7月，由于陈消极抗日，福建省政府迫于舆论压力将其撤职，曾因任用共产党而被撤职的连江县长谢真被复职并到连江接任县长，到任时看到陈拱北生活腐化，斥之曰：“国难当头，陈县长如此行为岂不愧对父老乡亲？”而陈拱北则答“古人云：佳丽伴酒，微醺半醉，乃人生一乐也”，谢真听后当场被气走。
卸任连江县长後，陈拱北歷任福建省水警總隊刑警長、偵緝隊長、總部偵緝處主任，國民黨駐閩綏靖公署情報處第二科科長，福建省立法委員會第二選區主任、省第三、第四特別區區長，省糧政局副主任、省田糧管理8處處長，福建省財政廳廳長、民政廳廳長，省政府委員，中華民國福建省建陽縣國大代表，省第四行政督察專員兼省保安司令部建陽警備司令部剿共司令官等職。1949年5月前往福州，跟隨福建省政府主席朱紹良前往台灣。1953年，陈拱北被任命为闽东北行政公署主任，兼任复设的連江縣縣長。因省籍之誼，與近代法政學者薩孟武交好。1962年5月27日病逝於台大醫院，死因為心肌梗塞。逝後，國民大會代表名籍被註銷，由他人替補。

## 身后
1987年，陈拱北的遺骨遷葬於台北縣樹林市大同山麓，墓上方刻有蔣介石手書褒忠令「讜論流徽」；民國99年復遷至台中市弘恩堂。

## 家庭
陈拱北之妻为安溪縣牧師之女李淑英，擅工筆畫，曾從師於國畫及書法大家高逸鴻。二人育有六子四女。其二女陳清清1964年初任空服員，於神岡空難中喪生。